# FN Minimi
FN Minimi — ручний кулемет калібру 5,56×45 мм виробництва Fabrique Nationale (Бельгія), серійне виробництво почалося в 1980-х. Розробку цієї зброї віддали перспективному конструктору Ернесту Вервьеру (фр. Ernest Vervier), творцеві кулемета FN MAG.
Останньою версією FN Minimi, згідно з офіційним сайтом FN Herstal, є FN Minimi Mk3 у варіантах під калібри 5,56 і 7,62 НАТО, з коротким, стандартним, і подовженим стволом.

## Опис

Живлення проводиться зі стрічки чи магазина

Розробка Minimi почалася на початку 1960-х років, спочатку зброю було призначено під набій М193 5,56×45 мм, але пізніше перероблено під набій SS109 5,56×45 мм. Прототипи зброї з'явилися на початку 1970-х років, але серійне виробництво кулемета почалося тільки в 1980-х.
Автоматика Minimi діє за схемою відводу порохових газів з каналу ствола із замиканням поворотом затвора. Живлення проводиться зі стрічки (зазвичай коробка або сумка на 200 або 100 набоїв підвішується до кулемета) або з магазина на 30 набоїв стандарту STANAG. Кулемет оснащується відкритим прицілом, сучасні версії мають на ствольній коробці і цівці стандартні планки RIS для встановлення коліматорних, оптичних і нічних прицілів і інших аксесуарів. На газовій трубці кріпиться складна назад в канал цівки двонога сошка. Ствол швидкозамінний, для заміни ствола або перенесення кулемет оснащено руків'ям.

## Варіанти
Minimi виготовляється в декількох варіантах: стандартна модель як зброя вогневої підтримки відділення піхоти або вогневої групи морської піхоти (Squad Automatic Weapon) із звичайним або складним за типом FN FNC прикладом, полегшені версії зі скороченим стволом для парашутистів і сил спеціального призначення (Minimi Para, Minimi SPW — Special Purpose Weapon, Mk. 46 mod. 0. Перші дві версії мають висувний при повороті на 90 градусів приклад, останні дві — зібрані на полегшеній ствольній коробці, без кріплення для установки на станок, без приймача магазина і тільки стрічковим живленням), версії для монтажу на шкворневих і турельных установках бронетехніки без приклада.
- FN Minimi — бельгійський варіант кулемета. Новітньою версією є FN Minimi mk3 5,56*45 NATO.[4]
- M249 SAW — варіант для Армії США.
- FN Minimi Para — варіант для повітряно-десантних військ, з укороченим стволом і розсувним прикладом.
- FN Minimi SPW — Special Purpose Weapon, варіант для Сил Спеціальних Операцій, полегшений, з направляючою типу Пікатіні для установки оптичних і нічних прицілів. Сошка знята, під стволом встановлено так зване «штурмове руків'я».
  - FN Mk 46 model 1 — варіант кулемета Minimi SPW, розроблений для американських сил спеціальних операцій.[джерело не вказане 3681 день]
  - FELIN — французька програма по створенню комплексу озброєння солдата майбутнього, в рамках якої модифікований кулемет SPW оснастили різним обладнанням, включаючи електронні приціли, далекоміри, датчики стану зброї і систему передачі даних на нашоломний дисплей солдата.

### Minimi 7.62
Приблизно до 2011 року FN випускала варіант Minimi — Mk.48 mod.0, під набій 7,62×51 мм НАТО, як мобільнішу альтернативу кулемета FN MAG. Кулемет прийнятий на озброєння 21 березня 2003 року Силами Спеціальних Операцій США, як альтернатива кулемета M240L (американська модифікація FN MAG). У 2011 р. його замінив вдосконалений варіант Mk.48. mod.1.[джерело не вказане 3681 день]
Відсутнє магазинне живлення.
Тим не менш, новітнім варіантом Minimi під набій 7,62×51 НАТО є FN Minimi mk3 7,62.

## Оператори

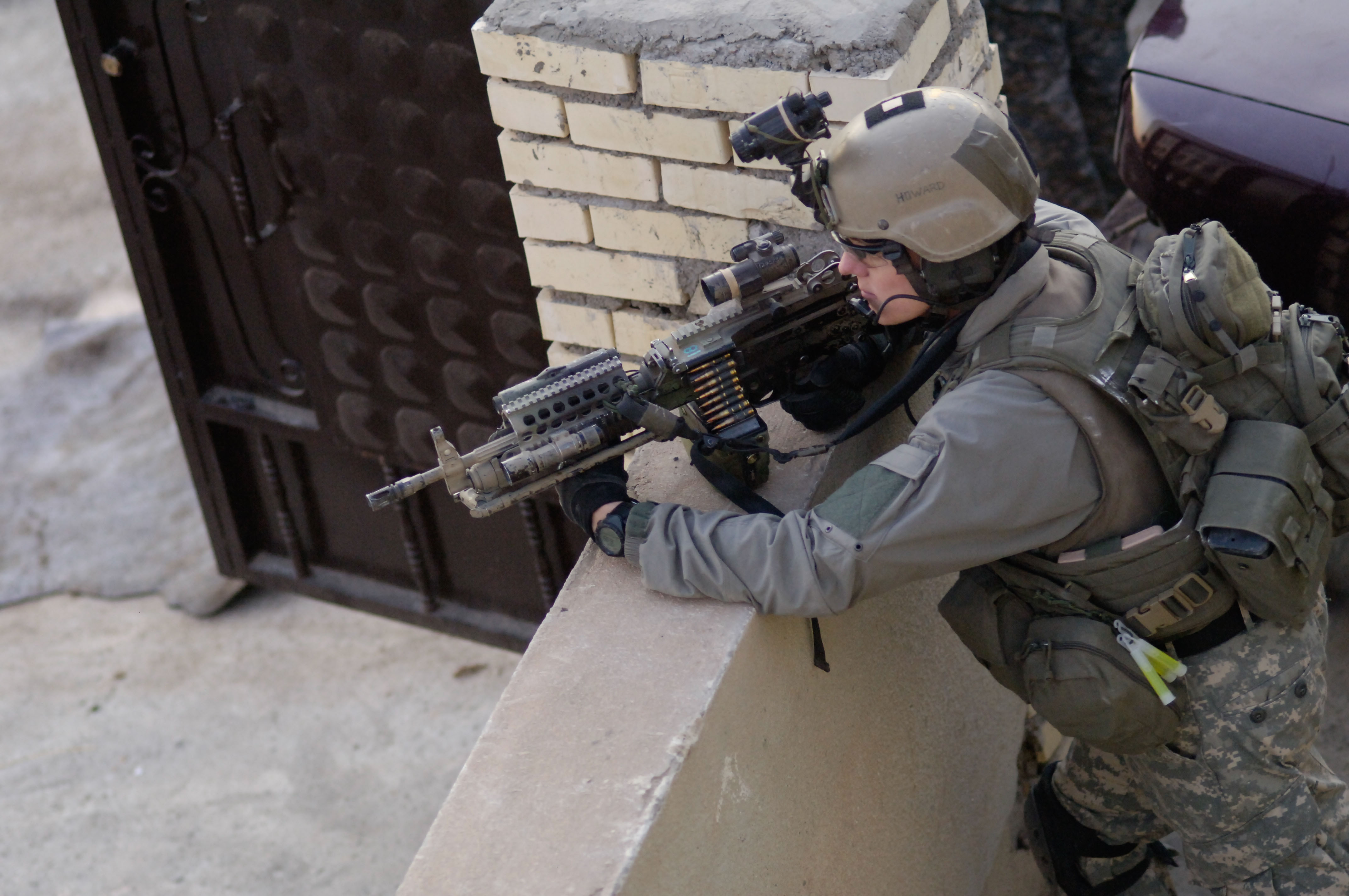
Mk 46

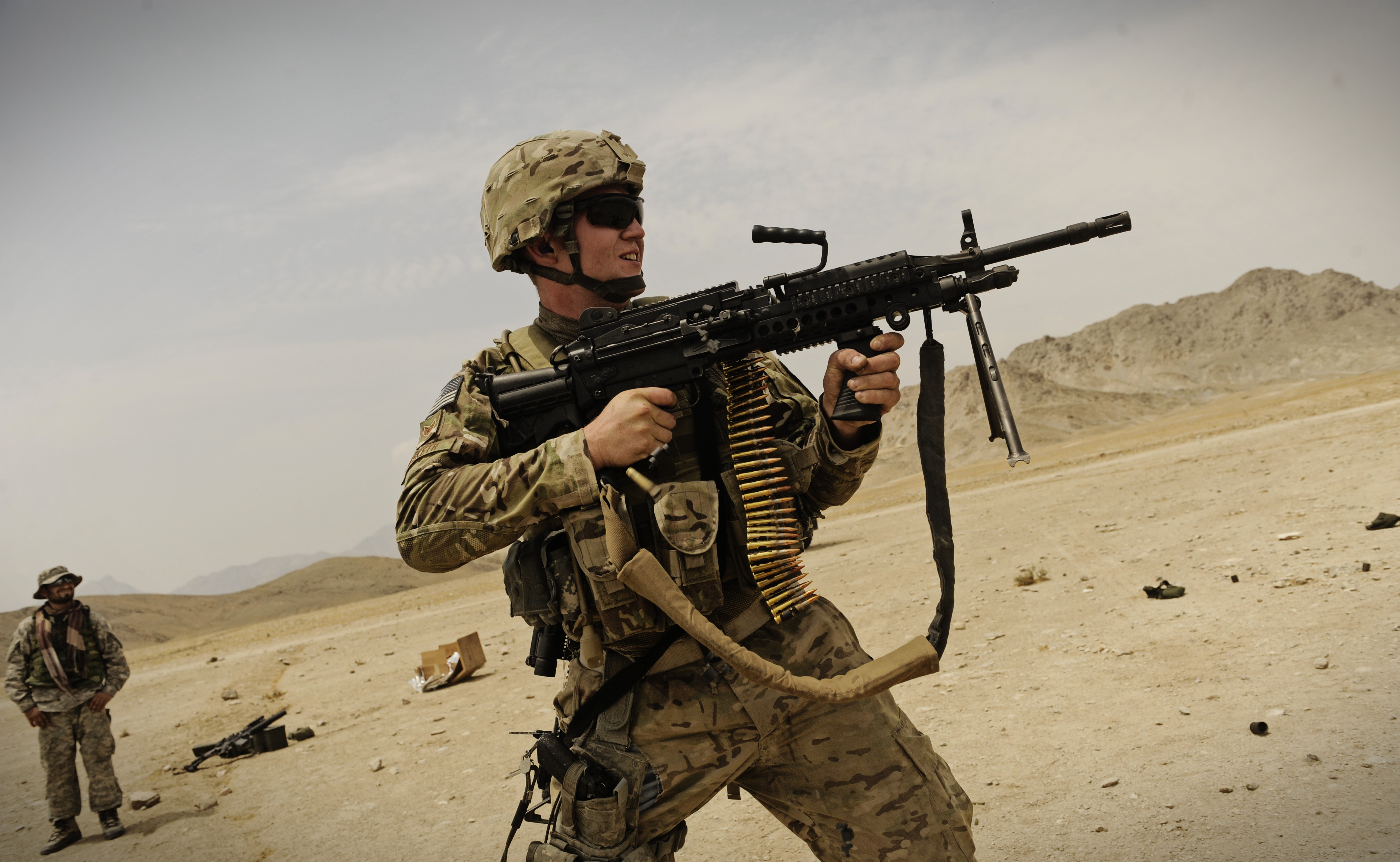
Кулемет Mk 48 Mod 1 в Афганістані, 2011 рік

FN Minimi перебуває на озброєнні більш ніж 45 країн, в тому числі:
- Австралія: під позначенням F89[7]
- Бельгія[8]
- Велика Британія: FN Minimi і FN Minimi Para використовуються під позначенням L108A1 і L110A1 відповідно.[9] Британська армія екіпірує кожну ланку з 4 осіб кулеметом Minimi Para. Зброя оснащується оптичним прицілом SUSAT. Також кулемет використовують у флоті, у 3 бригаді коммандос і у RAF Regiment.
- Східний Тимор: сили оборони Східного Тимору[10]
- Греція: випускається за ліцензією компанією ЕАС[11], використовується армією і підрозділами спеціального призначення.[12] Перші 10 екземпляри випущені у 1999.
- Індонезія[8]
- Ірландія: використовується рейнджерами ірландської армії.[13]
- Італія: випускає за ліцензією компанія Beretta, яка є партером FN і постачальником ЗС Італії. Minimi замінив MG 42/59 (модернізований варіант німецького кулемета MG 42 часів Другої світової війни) в ролі зброї підтримки підрозділу. Minimi широко використовується італійськими військами у всіх операціях недавнього минулого і теперішнього часу.[14]
- Іспанія: ВМС Іспанії закупили 88 кулеметів (66 під набій 5,56 НАТО і 22 під набій 7,62 NATO).[15]
- Канада: використовується збройними силами Канади під позначенням C9. Варіант C9A1 оснащено направляючою типу Picatinny rail, на яку встановлений оптичний приціл C79 кратності 3.4x. Також може встановлюватися додаткове переднє руків'я.[16] Також існує модернізований варіант C9A2 зі вкороченим стволом, фурнітурою зеленого кольору, тканинними контейнерами для набоїв (замість пластикових коробів), телескопічним прикладом, аналогічним такому у Diemaco C8, складаним переднім руків'ям і модулем ЛЦУ.[17] У кожному піхотному відділенні є два кулемети C9.
- Республіка Китай: під позначенням T75.[18]
- Латвія: з листопада 2006 року[19] — стандартний ручний кулемет армії Латвії.
- Люксембург: Minimi Para використовується спеціальним підрозділом поліції Люксембургу.[20][21][22]
- Малайзія: замінив HK 11 на озброєнні армії Малайзії. Також використовується поліцейськими підрозділами спеціального призначення.[23]
- Нідерланди: ЗС Нідерландів закупили Minimi Para як часткової заміни FN MAG, до сих пір використовується як єдиний і танковий кулемет, а також зброя вогневої підтримки.[24]
- Нова Зеландія: Збройні сили Нової Зеландії використовують Minimi під позначенням C9 Minimi з 1988 року.[25]
- Норвегія: ЗС Норвегії З кінця 1980-х MINIMI Para використовується підрозділами Marinejegerkommandoen, Haerensjegerkommando, Forsvarets Spesialkommando, Kystjegerkommandoen. З 2011 MINIMI 5,56 TR прийнятий на озброєння норвезької армії.
- ОАЕ[8]
- Папуа Нова Гвінея: під позначенням F89.[18]
- Словенія: використовується ЗС Словенії[26]
- США: у 1982 році варіант XM-249E1 було прийнято на озброєння ЗС США під назвою M249 SAW[27]
- Таїланд[18]
- Україна[28][29]
- Філіппіни: Збройні сили Філіппін закупили FN Minimi в травні 2002 року.[30]
- Франція: Minimi Para широко використовується армією Франції. замінив кулемет AAT-F1.[31]
- Швейцарія: під позначенням LMg 05 (Leichtes Maschinengewehr 05) або FM 05 (Fusil mitrailleur 05).[32]
- Швеція: під позначенням Ksp 90 (Kulspruta 90). FN Minimi Para позначається Ksp 90B; обидва варіанти випускаються на заводах Bofors Carl Gustaf.[33][34]
- Шрі-Ланка[8]
- Японія: замінив кулемет NTK-62 на озброєнні сухопутних сил самооборони Японії. Випускається по ліцензії компанією Sumitomo Heavy Industries.[35][36]